# 南雲芽依
南雲 芽依（なぐも めい、2001年5月15日 - ）は、日本のアイドル、女優、女性タレント、ライバー。

## 経歴・人物
2013年6月からクラージュキッズに所属し、秋山芽依名義で子役として活動を始めた。2021年10月、オーディションを経て、アイドルグループ「屋上シャウト!」（後に「D☆SHOUT」）のメンバーとなったが、2022年1月17日をもって脱退。
2022年12月から南雲芽依名義でLuce Twinkle Wink☆研究生として活動を開始し、2023年8月20に正規メンバーに昇格した。

## 出演

### 映画
- 「ミスミソウ」（2018年4月7日公開）※クラスメイト役

### テレビ

#### ドラマ
- 「ビンタ!～弁護士事務員ミノワが愛で解決します～」（2014年10月2日-12月19日、日本テレビ系）
- 「掟上今日子の備忘録」(2015年10月10日-12月12日。日本テレビ系）
- 「先に生まれただけの僕」（2017年10月14日-12月16日、日本テレビ系）※太田寛子役
- 「隣の家族は青く見える」（2018年1月18日-3月22日、フジテレビ系）※最終話に出演
- 「記憶」（2018年3月21日–6月6日、フジテレビONE/TWO/NEXT×J:COM共同制作）
- 「やけに弁の立つ弁護士が学校でほえる」（2018年4月21日-5月26日、NHK総合テレビ）
- 「ういらぶ。-初々しい恋を見守るふたりのおはなし-」(2018年11月09日、GYAO！）※映画「ういらぶ。」のスピンオフドラマ。全８話。
- 「ウルトラマンタイガ」（2019年8月24日、テレビ東京系）※第8話 早苗役
- 「ハケン占い師アタル」（2019年2月21日、テレビ朝日系）※第6話 クラスメイト役
- 「アンサング・シンデレラ 病院薬剤師の処方箋」（2020年8月6日、フジテレビ系）※第4話 友人役
- 「奪い愛、高校教師」（2021年12月28日-31日、テレビ朝日系）※レギュラー生徒役
- 24時間テレビドラマスペシャル「生徒が人生をやり直せる学校」（2021年8月21日、日本テレビ系）

#### バラエティー等
- 「訳あり人の駆け込み寺～明日は我が身～」（2019年1月8日、フジテレビ系）※再現VTR
- 「ザ!世界仰天ニュース」（2019年7月9日、日本テレビ系）※番組内VTR 女子高生役
- 「ザ!世界仰天ニュース」（2021年6月15日、日本テレビ系）※番組内VTR 亞かまるさん中高生役
- 「乃木坂スター誕生！2」（2021年12月14日、日本テレビ系）※バックダンサー役
- 特番・パラリンピック再現VTR（TBS系）
- 「行列のできる法律相談所」再現VTR（日本テレビ系）
- 「痛快ＴＶスカッとジャパン」（フジテレビ系）
- 「解決！ナイナイアンサー」くみっきー役（日本テレビ系）
- 「成功の遺伝子」（日本テレビ系）
- 「奇跡体験！アンビリバボー」再現VTR（フジテレビ系）

### ラジオ
- ステラ☆HAPPY tune!～ペピとみゆパイのペリペリRadio～（2022年6月22日、市川うららFM）※公開録音：2022年6月4日

### CM
- 小林製薬 ハナノア「今田さん実演」篇
- マンナイライフ ララクラッシュ「女子高生には、ララがあるよ！」篇（2019年）
- エバラ食品「エバラ 極旨焼肉のたれ」渾身の篇・たれ放題篇（2019年）
- 31アイスクリーム “ミニオン”・31・ジャック「NEWS」篇

### 舞台
- 「不良少年と天使の恋の唄2021」（2021年2月20日-2月23日、ラゾーナ川崎プラザソル）　※Bチーム・安藤夏妃役
- 完全非接触芝居「キミマド」（2021年7月4日、zoom配信）※Aチーム

### トークライブ・イベント
- ハッピーミュージックアワー「音バラ」（2022年4月22日、四谷LOTUS）
- 歌とダンスのライブ「雨に唄えば!晴れたら踊れば!」（2022年6月3日、四谷LOTUS）
- 馬夏フェス2022DAY1,2「コント＆馬鹿ゲームライブ！」（2022年8月12日-13日、早稲田クローバースタジオ）

### WEB
- カルビー「じゃがりこタワーケーキスペシャルムービーwithまこみな」篇（2016年）
- キリンレモン「透明なままでゆけ。」篇（2018年）[6]
- 政府広報 内閣府 NO！JKビジネス篇（2019年）[7]
- ロバート秋山のクリエイターズ・ファイル#69 スヌーズ姫篇（2021年）[8]
- NTTドコモ「dデリバリー」
- 朝日新聞「ちょい読み」
- 東京英語村VTR
- 花王「8×4」プロモーション映像

### 雑誌
- 「あそびと環境0.1.2歳 2月号」（2019年1月4日発売、学研）※特集のモデル

### ポスター
- ライブコミュニケーションアプリPococha（2021年）※JR大宮駅構内

### パンフレット
- 野田鎌田学園

### 企業内VTR
- 株式会社WELLA